# Bruno Polli
Bruno Polli (Capodistria, 16 giugno 1916 – Trieste, 26 ottobre 1996) è stato un violinista italiano.
Bruno Polli nasce a Capodistria, allora territorio austroungarico, poi Regno d'Italia. Inizia giovanissimo lo studio del violino sotto la guida di Gianni Pavovich (violinista triestino, diretto discendente della scuola ungherese di Franz von Vecsey e Jenő Hubay) presso il Conservatorio Giuseppe Tartini di Trieste, dove si diploma con il massimo dei voti nel 1932, all'età di soli 16 anni, presentando tra l'altro il Concerto in La minore di Alexander Glazunov.
Nell'immediato dopoguerra si trasferisce a Milano, dove suona nell'Orchestra i Pomeriggi Musicali, compagno di leggìo dell'amico Franco Gulli, e riceve attestazioni di stima e amicizia anche da Sergiu Celibidache.
Verso i primi anni '50 costituisce con Angelo Stefanato, Aleardo Savelli e Roberto Repini il Quartetto d'archi di Milano, formazione vincitrice del 2º Premio al Concorso internazionale di Ginevra, nel 1953 e che si esibisce presso importanti istituzioni concertistiche italiane (27.1.1954, Pomeriggi Musicali di Milano / 3.8.1954, Accademia Musicale Chigiana di Siena); rinominato nel 1955 in Quartetto Vivaldi, effettuerà nel 1957 l'unica sua registrazione, per l'etichetta Durium, con musiche di Riccardo Malipiero e Guido Turchi.
Negli anni '60, Bruno Polli si trasferisce a Mentone in Francia, dove per quasi un decennio suona come primo violino di fila nell'Orchestre Philharmonique de Monte-Carlo.
Nel 1969 si sposa e rientra a Trieste, dove gli viene affidata la cattedra di violino presso il locale Conservatorio, in cui insegna fino al 1983. Bruno Polli è ricordato come un grande didatta, dotato di severa autodisciplina e rigorosa tecnica. 
Tra i suoi molti allievi, si ricordano Federico Agostini, Massimo Belli ed Emmanuele Baldini.
Bruno Polli è scomparso a Trieste nel 1996, poco dopo aver compiuto gli 80 anni.
Presso il Conservatorio Statale di Musica "Giuseppe Tartini" di Trieste è stato istituito il "Centro di documentazione e studi tartiniani Bruno e Michelle Polli".

## Attività
- 1947-1960, Orchestra i Pomeriggi Musicali (Orchestra del Teatro Nuovo) di Milano
- 1950-1954, Quartetto d'archi di Milano[11]
- 1954-1960, Quartetto Vivaldi (Angelo Stefanato, 1°violino - Bruno Polli, 2°violino - Aleardo Savelli, viola - Roberto Repini-Secco, violoncello)
- anni '60, Orchestre Philharmonique de Monte-Carlo
- 1969-1983, docente presso Conservatorio Giuseppe Tartini di Trieste

## Registrazioni
- Guido Turchi: Concerto breve, per quartetto d'archi "omaggio a Béla Bartòk" (1957 - LP 33rpm, Durium ms E 10)[12]
- Riccardo Malipiero: Quartetto No.2 per archi (1957 - LP 33rpm, Durium ms E 10)[13]
- Bach: Ciaccona / Beethoven: Sonata 'à Kreutzer' / et.al. - Bruno Bidussi, pianoforte (1969 - RAI Regionale FVG)

## Prime esecuzioni
- Riccardo Malipiero: Quartetto No.2 per archi (1954) - Milano, Pomeriggi Musicali, 27.1.1954 - Quartetto Vivaldi di Milano
- Riccardo Malipiero: Quartetto No.3 per archi (1960) - Firenze, Maggio Musicale, 14.5.1960 - Quartetto di Milano[14]

## Opere a lui dedicate
- Paolo Pessina: Elegia funebre Op.20, per violino, cello e piano (Largo) "in memoriam Bruno Polli", 1996[15]